# Кория дел Рио
Кория дел Рио (на испански: Coria del Río) е населено място и община в Испания. Намира се в провинция Севиля, в състава на автономната област Андалусия. Общината влиза в състава на района (комарка) Голяма Севиля. Заема площ от 64 km². Населението му е 28 654 души (по преброяване от 2010 г.). Разстоянието до административния център на провинцията е 11 km.

## Демография
| 1996   | 1998   | 1999   | 2000   | 2001   | 2002   | 2003   | 2004   | 2005   | 2006   |
| ------ | ------ | ------ | ------ | ------ | ------ | ------ | ------ | ------ | ------ |
| 23 362 | 23 517 | 23 751 | 23 935 | 24 113 | 24 288 | 24 735 | 25 029 | 25 735 | 26 499 |

## Известни жители
- Пастора Солер – испанска певица

## Интересни факти
Сред жителите на града е разпространена фамилията Хапон (Япония, като носителите ѝ са потомци на японците от мисията на Хасекура Цуненага, останали да живеят в Испания.